# Rudolf Eder (Politiker)
Rudolf Eder (* 23. Jänner 1934 in Lofer; † 20. Oktober 2020 in St. Johann in Tirol) war ein österreichischer Politiker (ÖVP), Zimmermann und Landwirt. Er war von 1984 bis 1994 Abgeordneter zum Salzburger Landtag und von 1974 bis 1998 Bürgermeister der Gemeinde Lofer.

## Ausbildung und Beruf
Eder besuchte zwischen 1940 und 1948 die Volksschule in seiner Heimatgemeinde Lofer und erlernte zwischen 1948 und 1957 den Beruf des Zimmermanns. Er legte erfolgreich die Gesellenprüfung ab, wechselte jedoch Mitte der 1950er Jahre den Beruf. Er besuchte 1957 die Landwirtschaftsschule in St. Wolfgang im Salzkammergut (Oberösterreich) und übernahm danach im Jahr 1964 den elterlichen landwirtschaftlichen Betrieb. Eder war in der Folge als Landwirt selbständig. Eder wurde 1995 mit dem Berufstitel „Ökonomierat“ ausgezeichnet.

## Politik und Funktionen
Eder wurde Mitglied der Österreichischen Volkspartei in Salzburg und auch Mitglied des Österreichischen Bauernbundes. Er wirkte innerparteilich von 1971 bis 1986 als Ortsparteiobmann der ÖVP Lofer und war zudem zwischen 1967 und 1971 als Bauernbundobmann von Lofer aktiv. Im Salzburger Bauernbund hatte er des Weiteren ab 1988 die Funktion des Bezirksobmanns des Salzburger Bauernbundes im Pinzgau inne, die er bis zum Jahr 1996 ausübte. Neben seinen innerparteilichen Funktionen widmete sich Eder vor allem der Lokalpolitik. So wurde er 1969 zum Mitglied der Gemeindevertretung und der Gemeindevorstehung gewählt, der er bis 1974 angehörte. Er stieg 1974 zum Bürgermeister seines Geburtsortes auf und lenkte bis zum Jahr 1998 die Geschicke von Lofer als Bürgermeister. Sein höchstes politisches Amt erreichte er mit seiner Wahl zum Abgeordneten des Salzburger Landtages, als der er am 16. Mai 1984 angelobt wurde. Er gehörte dem Landtag bis zum 1. Mai 1994 an.
Eder war von 1984 bis 1998 Vorstandsmitglied des Regionalverbandes Saalachtal und von 1979 bis 1998 Vizepräsident des Salzburger Gemeindeverbandes. Er wirkte zudem von 1987 bis 1989 als Kammerrat der Salzburger Landwirtschaftskammer und war von 1993 bis 1997 Bezirksobmann-Stellvertreter des Salzburger Blasmusikverbandes. Ihm wurde 1999 das Goldene Verdienstzeichen des Landes Salzburg verliehen, zudem wurde er zum Ehrenbürger von Lofer ernannt. Er war des Weiteren Inhaber zahlreicher weiterer Bundes- und Landesauszeichnungen.